# 察雷沃
察雷沃是保加利亞的城鎮，位於該國東南部黑海沿岸，距離首府布爾加斯70公里，由布爾加斯州負責管轄，2009年人口5,884，居民主要信奉東正教。

## 外部連結
- Tzarevo — the free site
- Official website of Tsarevo municipality （页面存档备份，存于）